# ロマーンス・ヴァインシュタインス
ロマーンス・ヴァインシュタインス（Romāns Vainšteins、1973年3月3日 - ）は、ラトビア、タルシ出身の元自転車競技（ロードレース）選手。

## 経歴
プロ年代は1998年から2004年まで。主として、クラシックレースを中心とするワンデーレース及び、ステージレースの区間優勝ハンターとして活躍した。
1995年、ベルギーのステージレース、シルキュイ・フランコ＝ベルジュ総合優勝。1997年、世界軍隊選手権・個人ロードレース優勝。1998年にプロ転向。1999年、ラトビア選手権・個人ロードレース、パリ～ブリュッセルを制した。
2000年、フランスのプルエーで開催された世界選手権・ロードレースで優勝。同年のツール・ド・フランスでは、ポイント賞部門で3位に入った。
2001年、ミラノ～サンレモ、パリ～ルーベの両レースでいずれも3位、HEWクラシックスでは2位という一連の実績により、同年のUCI・ロードワールドカップ総合3位に入ったが、2004年のアテネオリンピック・個人ロードレース出場を最後に現役を引退した。